# Akakiánské schizma
Akakiánské schizma (484 až 519) představovalo první závažné schizma mezi západní a východní církví.
Pojmenováno je po konstantinopolském patriarchovi Akakiovi (471–489), který na příkaz byzantského císaře Zenona vypracoval věroučnou formulaci nazvanou Henotikon, která měla usmířit monofyzity s většinovou církví, která se držela závěrů Chalkedonského koncilu (451). Výnos tohoto císařského ediktu byl přijatelný pro monofyzity, a mohl tudíž upevnit náboženskou jednotu církve, poznamenanou předchozími teologickými spory. Henotikon však odmítla území někdejší západořímské říše, reprezentovaná papežem Felixem II. (483–492). Většina Itálie se nacházela již pod germánskou nadvládou a byla tak byzantskému císaři podřízena pouze teoreticky; papež mohl jednat nezávisle na císaři a roku 484 vypověděl církevní společenství východním patriarchátům.
Germánským panovníkům, kteří byli většinou ariány, se tento spor mezi papežem a císařem zamlouval. Opačně jednal Theodorich Veliký, který se snažil pohnout císaře – nyní již Justina I., aby Henotikon odvolal. Roku 519 schizma končí; východní církev přijímá Hormisdovu formuli víry. Tento smír však vedl k vyostření konfliktu s monofyzity. Další snahy o náboženské sjednocení říše vyvíjel Justinián I.